# MTV Movie Awards 2004
MTV Movie Awards 2004 var en filmpris, der blev uddelt af musikkanalen MTV i 2004 i Los Angeles i Californien i USA den 28. maj 2004. Lindsay Lohan var værtinde for programmet, og Beastie Boys, D12 og Yeah Yeah Yeahs var blandt kunstnerne, der optrådte.
De nominerede er listet op nedenfor, med vinderne i fed skrift:

## Bedste film
- Ringenes Herre - Kongen vender tilbage
- Find Nemo
- X-Men 2
- 50 First Dates
- Pirates of the Caribbean: Den sorte forbandelse

## Bedste mandlige optræden
- Johnny Depp i Pirates of the Caribbean: Den sorte forbandelse
- Jim Caviezel – The Passion of the Christ
- Tom Cruise – The Last Samurai
- Bill Murray – Lost in Translation
- Adam Sandler – 50 First Dates

## Bedste kvindelige optræden
- Uma Thurman i Kill Bill
- Charlize Theron i Monster
- Queen Latifah i Bringing Down the House
- Drew Barrymore i 50 First dDtes
- Halle Berry i Gothika

## Bedste mandlige gennembrud
- Shawn Ashmore i X-Men 2
- Shia LaBeouf i Holes
- Ludacris i 2 Fast 2 Furious
- Omarion i You Got Served
- Cillian Murphy i 28 dage senere

## Bedste kvindelige gennembrud
- Lindsay Lohan i Freaky Friday
- Scarlett Johansson i Lost in Translation
- Keira Knightley i Pirates of the Caribbean: Den sorte forbandelse
- Jessica Biel i The Texas Chainsaw Massacre
- Evan Rachel Wood i Thirteen

## Bedste optræden i en komedie
- Jack Black i School of Rock
- Ellen DeGeneres i Find Nemo
- Johnny Depp i Pirates of the Caribbean: Den sorte forbandelse
- Will Ferrell i Elf
- Jim Carrey i Bruce Almighty

## Bedste Skurk
- Lucy Liu i Kill Bill
- Andrew Bryniarski i The Texas Chainsaw Massacre
- Kiefer Sutherland i Phone Booth
- Geoffrey Rush i Pirates of the Caribbean: Den sorte forbandelse
- Demi Moore i Charlie's Angels: Uden hæmninger

## Bedste hold på skærmen
- Adam Sandler og Drew Barrymore i 50 First Dates
- Johnny Depp og Orlando Bloom i Pirates of the Caribbean: Den sorte forbandelse
- Jack Black og the School of Rock Band i School of Rock
- Ben Stiller og Owen Wilson i Starsky & Hutch
- Will Smith og Martin Lawrence i Bad Boys 2

## Beste dansesekvens
- Seann William Scott i American Pie: The Wedding
- Drew Barrymore, Cameron Diaz og Lucy Liu i Charlie's Angels: Uden hæmninger
- Ben Stiller og Jennifer Aniston i Og så kom Polly
- Steve Martin i Bringing Down the House
- Omarion, Marques Houston og the Lil' Saint's Dance Crew i You Got Served

## Bedste kys
- Owen Wilson, Carmen Electra og Amy Smart i Starsky & Hutch
- Charlize Theron og Christina Ricci i Monster
- Keanu Reeves og Monica Bellucci i The Matrix Reloaded
- Jim Carrey og Jennifer Aniston i Bruce Almighty
- Shawn Ashmore og Anna Paquin i X-Men 2

## Bedste actionsekvens
- «Kampen ved Gondor» i Ringenes Herre - Kongen vender tilbage
- «Biljagt på motorvejen» i Bad Boys 2
- «Biljagt med kran» i Terminator 3: Rise of the Machines
- «Flugten fra Mongolia» i Charlie's Angels: Uden hæmninger

## Bedste slåsskamp
- Uma Thurman mod Chiaki Kuriyama i Kill Bill
- Hugh Jackman mod Kelly Hu i X-Men 2
- Keanu Reeves mod Hugo Weaving i The Matrix Reloaded
- The Rock mod the Kontiki Rebels i Welcome to the Jungle
- Queen Latifah mod Missi Pyle i Bringing Down the House

## Bedstecameo
(præsenteret på før-show-programmet og kun stemt på blandt kunderne af Virgin Mobile)
- Simon Cowell i Scary Movie 3
- Matt Damon i Eurotrip
- Paul Michael Glaser og David Soul i Starsky & Hutch
- John McEnroe i Anger Management
- Pink – Charlie's Angels: Uden hæmninger